# Guglielmo Brezzi
Guglielmo Giovanni Brezzi (Castelceriolo, 24 dicembre 1898 – Castelceriolo, 7 aprile 1926) è stato un calciatore italiano.

## Carriera

### Club
Originario del borgo di Castelceriolo come il cugino Adolfo Baloncieri, si formò calcisticamente nel Genoa. Nella stagione 1912-1913 giocò nella terza serie italiana, allora denominata Terza Categoria, con il Trionfo Ligure, esordendovi il 6 gennaio 1913.
Con il Genoa giocò nel dopoguerra, disputando il torneo di Prima Categoria 1919-20. Nel corso del torneo fu convocato per la prima volta in Nazionale dall'allora commissario tecnico Nino Resegotti.
In rossoblu esordì il 12 ottobre 1919, nel derby vinto per cinque ad uno contro l'Andrea Doria.
Passò poi all'Alessandria, per tre stagioni, andando a formare un forte trio offensivo con Baloncieri e Carlo Carcano. Il miglior risultato conseguito con la squadra piemontese fu la semifinale nord del campionato 1920-1921.
Morì nel 1926, all'età di 27 anni.

### Nazionale
Esordì in maglia azzurra al Velodromo Sempione di Milano, il 18 gennaio 1920, nella gara amichevole vinta per nove a quattro dall'Italia contro la Francia; Brezzi segnò tre gol, uno nel primo tempo e gli altri due nella ripresa. Scese in campo altre sette volte, due delle quali in occasione dell'Olimpiade di Anversa, dove segnò una rete all'Egitto e un'altra alla Francia, nella gara dei quarti di finale persa tre ad uno.
L'ultima gara disputata da Brezzi in nazionale risale al 27 maggio 1923, quando fu disputata un'amichevole a Praga contro la Cecoslovacchia, persa cinque ad uno.
In suo ricordo fu organizzato una competizione calcistica a scopo propagandistico, cui avrebbero partecipato squadre della ULIC e di seconda e terza categoria.

## Statistiche

### Cronologia presenze e reti in Nazionale
| Cronologia completa delle presenze e delle reti in nazionale ― Italia | Cronologia completa delle presenze e delle reti in nazionale ― Italia | Cronologia completa delle presenze e delle reti in nazionale ― Italia | Cronologia completa delle presenze e delle reti in nazionale ― Italia | Cronologia completa delle presenze e delle reti in nazionale ― Italia | Cronologia completa delle presenze e delle reti in nazionale ― Italia | Cronologia completa delle presenze e delle reti in nazionale ― Italia | Cronologia completa delle presenze e delle reti in nazionale ― Italia |
| Data                                                                  | Città                                                                 | In casa                                                               | Risultato                                                             | Ospiti                                                                | Competizione                                                          | Reti                                                                  | Note                                                                  |
| --------------------------------------------------------------------- | --------------------------------------------------------------------- | --------------------------------------------------------------------- | --------------------------------------------------------------------- | --------------------------------------------------------------------- | --------------------------------------------------------------------- | --------------------------------------------------------------------- | --------------------------------------------------------------------- |
| 18/01/1920                                                            | Milano                                                                | Italia                                                                | 9 – 4                                                                 | Francia                                                               | Amichevole                                                            | 3                                                                     |                                                                       |
| 28/03/1920                                                            | Berna                                                                 | Svizzera                                                              | 3 – 0                                                                 | Italia                                                                | Amichevole                                                            | -                                                                     |                                                                       |
| 13/05/1920                                                            | Genova                                                                | Italia                                                                | 1 – 1                                                                 | Paesi Bassi                                                           | Amichevole                                                            | -                                                                     |                                                                       |
| 28/08/1920                                                            | Gand                                                                  | Italia                                                                | 2 – 1                                                                 | Egitto                                                                | Olimpiadi 1920 - Ottavi di finale                                     | 1                                                                     |                                                                       |
| 29/08/1920                                                            | Anversa                                                               | Francia                                                               | 3 – 1                                                                 | Italia                                                                | Olimpiadi 1920 - Quarti di finale                                     | 1                                                                     |                                                                       |
| 02/09/1920                                                            | Anversa                                                               | Spagna                                                                | 2 – 0                                                                 | Italia                                                                | Olimpiadi 1920 - Consolazione semifinale                              | -                                                                     |                                                                       |
| 04/03/1923                                                            | Genova                                                                | Italia                                                                | 0 – 0                                                                 | Ungheria                                                              | Amichevole                                                            | -                                                                     |                                                                       |
| 27/05/1923                                                            | Praga                                                                 | Cecoslovacchia                                                        | 5 – 1                                                                 | Italia                                                                | Amichevole                                                            | -                                                                     |                                                                       |
| Totale                                                                |                                                                       | Presenze                                                              | 8                                                                     |                                                                       | Reti                                                                  | 5                                                                     |                                                                       |